# سيف الله مختار
سيف الله مختار (20 فبراير 1933 - 7 ديسمبر 1989)، ممثل مصري كوميدي اشتهر بترديده لكلمة «ابه» على نحو مضحك، وشارك في الكثير والعديد من أعمال السينما والمسرح والتلفاز في فترة الستينات والسبعينات والثمانينات. ومثّل في عدد ضخم من الأفلام المصرية منها فيلم رجب فوق صفيح ساخن في عام 1979م و إمرأة في السجن في عام 1984م و رمضان فوق البركان في عام 1984م. ورغم محدودية وصغر مساحة الأدوار التي كان يلعبها وتسند إليه في أغلب الأعمال التي ظهر ومثّل بها طوال مشواره الفني، إلا أن مجرد ظهوره في أي عمل كان يعتبر مكسبا فعليا للعمل ويعزز من فرص نجاحه. حيث كان يجلب الفرحة والسعادة والضحك للمشاهد عند حضوره، ويرجع ذلك إلى أسلوبه المبتكر والمميز في الطابع الكوميدي. وقد برع الفنان سيف الله مختار في تقديم شخصية الساذج والأبله في جميع أعماله. وهو ممثل خفيف الظل، سريع البديهة محبوب من الجماهير. ويمكن مشاهدة تمثيله المميز في فيلمي (ممنوع في ليلة الدخلة)، و(الراقصة والطبال) مع الممثل الكوميدي محمد رضا.
ولقد ظهرت إشاعة عقب وفاته وانتشرت في مواقع التواصل الإجتماعي بأنه هو الأخ الشقيق للفنان أحمد رمزي وهي إشاعة كاذبة حيث أن الفنان أحمد رمزي له شقيق واحد إسمه حسن ويعمل في مجال الطب.

## أفلامه
- يوميات نائب في الأرياف 1969.
- ممنوع في ليلة الدخلة 1976م
- عماشة في الأدغال
- عالم عيال عيال 1976م
- مولد يا دنيا 1976م
- لقاء هناك 1976م
- أفواه وأرانب 1977م
- رجب فوق صفيح ساخن 1979م
- إنهم يسرقون الأرانب 1983م
- امرأة في السجن 1984م
- الراقصة والطبال 1984م
- الإحتياط واجب 1984م
- القط أصله أسد 1985م
- رمضان فوق البركان 1985م
- هنا القاهرة 1985م
- العبقري والحب(فيلم) 1987م
- غريب في بيتي
- (فيلم العرضحالكجي) 1987م
- (إحنا بتوع الإسعاف) 1984م

## مسرحياته
- روبابيكيا 1967م